# Jamie Lowery
James "Jamie" Matthew Lowery (ur. 15 stycznia 1961 w Port Alberni) – kanadyjski piłkarz występujący podczas kariery na pozycji pomocnika.

## Kariera klubowa
Karierę piłkarską Jamie Lowery rozpoczął w Coulson-Prescott. W latach 1983–1984 występował w Victorii Vikes. W latach 1986–1987 występował w futsalowym klubie Tacoma Stars. W latach 1987–1991 występował w Vancouver 86ers. Z Vancouver czterokrotnie wywalczył mistrzostwo Canadian Soccer League w 1988, 1989, 1990 i 1991.

## Kariera reprezentacyjna
W reprezentacji Kanady Jamie Lowery zadebiutował 29 stycznia 1985 roku w zremisowanym 0:0 towarzyskim meczu z Paragwajem w Vancouver. W tym samym roku został powołany przez selekcjonera Tony'ego Waitersa do kadry na Mistrzostwa Świata. Tam był rezerwowym zawodnikiem i wystąpił w tylko w meczu z Francją. W 1991 wystąpił w pierwszej edycji Złotego Pucharu CONCACAF, na którym Kanada odpadła w fazie grupowej. Podczas tego turnieju 30 czerwca 1991 w przegranym 1-3 meczu z Meksykiem w Los Angeles Lowery wystąpił ostatni raz w reprezentacji. W latach 1986–1991 rozegrał w kadrze narodowej 20 meczów i strzelił jedną bramkę.